# Юрґі (Мазовецьке воєводство)
Юрґі (пол. Jurgi) — село в Польщі, у гміні Ґоворово Остроленцького повіту Мазовецького воєводства.
Населення — 35 осіб (2011).
У 1975-1998 роках село належало до Остроленцького воєводства.

## Демографія
Демографічна структура станом на 31 березня 2011 року:
|          | Загалом | Допрацездатний вік | Працездатний вік | Постпрацездатний вік |
| -------- | ------- | ------------------ | ---------------- | -------------------- |
| Чоловіки | 21      | 5                  | 13               | 3                    |
| Жінки    | 14      | 3                  | 4                | 7                    |
| Разом    | 35      | 8                  | 17               | 10                   |